# Yeşilçam, Ula
Yeşilçam là một xã thuộc huyện Ula, tỉnh Muğla, Thổ Nhĩ Kỳ. Dân số thời điểm năm 2011 là 447 người.